# 17e étape du Tour d'Italie 2025
Pour un article plus général, voir Tour d'Italie 2025.
La 17e étape du Tour d'Italie 2025 se déroule le mercredi 28 mai 2025 entre San Michele all'Adige, dans le Trentin-Haut-Adige et Bormio, en Lombardie, sur une distance de 154 km.

## Parcours
Cette étape de montagne ne compte quasiment pas de portions plates et franchit trois cols dont le passo del Tonale (col de 2e catégorie) lors de la première moitié du parcours puis le col du Mortirolo, répertorié en 1re catégorie, et atteint après 107,2 km de course. Le sommet de la dernière montée répertoriée de Le Motte (col de 3e catégorie) est franchi à 8,9 km de l'arrivée située au bas d'une descente menant à la station touristique estivale et hivernale de Bormio, à quelques kilomètres de la frontière suisse et du canton des Grisons.

## Déroulement de la course
Un groupe de tête de 38 hommes se présente au pied du passo del Tonale avec plus de trois minutes d'avance sur le peloton. Au sommet de cette ascension, le groupe s'est réduit de moitié, soit 19 coureurs, avec un avantage maintenu à trois minutes. Lors de la difficile ascension du col du Mortirolo, le groupe de tête explose et les coureurs de tête franchissent le col en ordre dispersé avant de se réunir pour former un groupe de trois hommes (Afonso Eulálio, Mattia Cattaneo, Romain Bardet) rejoint plus bas dans la descente par d'autres anciens membres de l'échappée portant le groupe de tête à cinq puis à huit unités. Toutefois, la collaboration dans ce groupe n'est pas parfaite et l'écart sur le groupe maillot rose se réduit fortement. Le regroupement est acté à 10 km de l'arrivée dans la côte de Le Motte sauf pour Romain Bardet qui fait de la résistance mais le Français est repris à 5,5 km du but par Richard Carapaz et le maillot rose Isaac Del Toro, sortis du peloton. À 1 700 m de l'arrivée, Isaac Del Toro part seul et remporte sa première victoire sur le Giro.

## Résultats

### Classement de l'étape
| \| Classement de l'étape \| Classement de l'étape \| Classement de l'étape \| Classement de l'étape \| Classement de l'étape \| \| Coureur \| Coureur \| Pays \| Équipe \| Temps \| \| --------------------- \| --------------------- \| --------------------- \| -------------------------- \| --------------------- \| \| 1er \| Isaac Del Toro \| Mexique \| UAE Team Emirates XRG \| 3 h 58 min 48 s \| \| 2e \| Romain Bardet \| France \| Team Picnic-PostNL \| + 4 s \| \| 3e \| Richard Carapaz \| Équateur \| EF Education-EasyPost \| + 4 s \| \| 4e \| Simon Yates \| Royaume-Uni \| Team Visma \\| Lease a Bike \| + 15 s \| \| 5e \| Giulio Pellizzari \| Italie \| Red Bull-Bora-Hansgrohe \| + 16 s \| \| 6e \| Derek Gee \| Canada \| Israel-Premier Tech \| + 16 s \| \| 7e \| Damiano Caruso \| Italie \| Bahrain Victorious \| + 16 s \| \| 8e \| Einer Rubio \| Colombie \| Movistar Team \| + 16 s \| \| 9e \| Max Poole \| Royaume-Uni \| Team Picnic-PostNL \| + 16 s \| \| 10e \| Afonso Eulálio \| Portugal \| Bahrain Victorious \| + 56 s \| |                   |             |                            |                 |
| |                   |             |                            |                 |
| Source : ProCyclingStats |                   |             |                            |                 |
| Classement de l'étape |                   |             |                            |                 |
| Coureur | Coureur           | Pays        | Équipe                     | Temps           |
| 1er | Isaac Del Toro    | Mexique     | UAE Team Emirates XRG      | 3 h 58 min 48 s |
| 2e | Romain Bardet     | France      | Team Picnic-PostNL         | + 4 s           |
| 3e | Richard Carapaz   | Équateur    | EF Education-EasyPost      | + 4 s           |
| 4e | Simon Yates       | Royaume-Uni | Team Visma \| Lease a Bike | + 15 s          |
| 5e | Giulio Pellizzari | Italie      | Red Bull-Bora-Hansgrohe    | + 16 s          |
| 6e | Derek Gee         | Canada      | Israel-Premier Tech        | + 16 s          |
| 7e | Damiano Caruso    | Italie      | Bahrain Victorious         | + 16 s          |
| 8e | Einer Rubio       | Colombie    | Movistar Team              | + 16 s          |
| 9e | Max Poole         | Royaume-Uni | Team Picnic-PostNL         | + 16 s          |
| 10e | Afonso Eulálio    | Portugal    | Bahrain Victorious         | + 56 s          |

### Points attribués pour le classement par points
| Sprint intermédiaire Cles (km 23,5) | Sprint intermédiaire Cles (km 23,5) | Sprint intermédiaire Cles (km 23,5) | Sprint intermédiaire Cles (km 23,5) | Sprint intermédiaire Cles (km 23,5) |
| ----------------------------------- | ----------------------------------- | ----------------------------------- | ----------------------------------- | ----------------------------------- |
|                                     | Coureur                             | Pays                                | Équipe                              | Point(s)                            |
| 1er                                 | Mads Pedersen                       | Danemark                            | Lidl - Trek                         | 12                                  |
| 2e                                  | Dries De Bondt                      | Belgique                            | Decathlon AG2R La Mondiale Team     | 8                                   |
| 3e                                  | Mathias Vacek                       | République tchèque                  | Lidl - Trek                         | 5                                   |
| 4e                                  | Daan Hoole                          | Pays-Bas                            | Lidl - Trek                         | 3                                   |
| 5e                                  | Orluis Aular                        | Venezuela                           | Movistar Team                       | 1                                   |
| modifier                            |                                     |                                     |                                     |                                     |

| Sprint intermédiaire Vezza d'Oglio (km 89,9) | Sprint intermédiaire Vezza d'Oglio (km 89,9) | Sprint intermédiaire Vezza d'Oglio (km 89,9) | Sprint intermédiaire Vezza d'Oglio (km 89,9) | Sprint intermédiaire Vezza d'Oglio (km 89,9) |
| -------------------------------------------- | -------------------------------------------- | -------------------------------------------- | -------------------------------------------- | -------------------------------------------- |
|                                              | Coureur                                      | Pays                                         | Équipe                                       | Point(s)                                     |
| 1er                                          | Gijs Leemreize                               | Pays-Bas                                     | Team Picnic PostNL                           | 12                                           |
| 2e                                           | Diego Ulissi                                 | Italie                                       | XDS Astana Team                              | 8                                            |
| 3e                                           | Brandon McNulty                              | États-Unis                                   | UAE Team Emirates XRG                        | 5                                            |
| 4e                                           | Mattia Cattaneo                              | Italie                                       | Soudal Quick-Step                            | 3                                            |
| 5e                                           | Wilco Kelderman                              | Pays-Bas                                     | Team Visma \| Lease a Bike                   | 1                                            |
| modifier                                     |                                              |                                              |                                              |                                              |

| \| Arrivée d'étape Bormio (km 203) \| Arrivée d'étape Bormio (km 203) \| Arrivée d'étape Bormio (km 203) \| Arrivée d'étape Bormio (km 203) \| Arrivée d'étape Bormio (km 203) \| \| ------------------------------- \| ------------------------------- \| ------------------------------- \| ------------------------------- \| ------------------------------- \| \| \| Coureur \| Pays \| Équipe \| Point(s) \| \| 1er \| Isaac Del Toro \| Mexique \| UAE Team Emirates XRG \| 15 \| \| 2e \| Romain Bardet \| France \| Team Picnic PostNL \| 12 \| \| 3e \| Richard Carapaz \| Équateur \| EF Education - EasyPost \| 9 \| \| 4e \| Simon Yates \| Grande-Bretagne \| Team Visma \\| Lease a Bike \| 7 \| \| 5e \| Giulio Pellizzari \| Italie \| Red Bull - BORA - hansgrohe \| 6 \| \| 6e \| Derek Gee \| Canada \| Israel - Premier Tech \| 5 \| \| 7e \| Damiano Caruso \| Italie \| Bahrain - Victorious \| 4 \| \| 8e \| Einer Rubio \| Colombie \| Movistar Team \| 3 \| \| 9e \| Max Poole \| Grande-Bretagne \| Team Picnic PostNL \| 2 \| \| 10e \| Afonso Eulálio \| Portugal \| Bahrain - Victorious \| 1 \| \| modifier \| \| \| \| \| |                   |                 |                             |          |
| Arrivée d'étape Bormio (km 203) |                   |                 |                             |          |
| | Coureur           | Pays            | Équipe                      | Point(s) |
| 1er | Isaac Del Toro    | Mexique         | UAE Team Emirates XRG       | 15       |
| 2e | Romain Bardet     | France          | Team Picnic PostNL          | 12       |
| 3e | Richard Carapaz   | Équateur        | EF Education - EasyPost     | 9        |
| 4e | Simon Yates       | Grande-Bretagne | Team Visma \| Lease a Bike  | 7        |
| 5e | Giulio Pellizzari | Italie          | Red Bull - BORA - hansgrohe | 6        |
| 6e | Derek Gee         | Canada          | Israel - Premier Tech       | 5        |
| 7e | Damiano Caruso    | Italie          | Bahrain - Victorious        | 4        |
| 8e | Einer Rubio       | Colombie        | Movistar Team               | 3        |
| 9e | Max Poole         | Grande-Bretagne | Team Picnic PostNL          | 2        |
| 10e | Afonso Eulálio    | Portugal        | Bahrain - Victorious        | 1        |
| modifier |                   |                 |                             |          |

### Points attribués pour le classement du meilleur grimpeur
| Passo del Tonale (km 69,6) 2e catégorie (15,2 km à 6,1%) | Passo del Tonale (km 69,6) 2e catégorie (15,2 km à 6,1%) | Passo del Tonale (km 69,6) 2e catégorie (15,2 km à 6,1%) | Passo del Tonale (km 69,6) 2e catégorie (15,2 km à 6,1%) | Passo del Tonale (km 69,6) 2e catégorie (15,2 km à 6,1%) |
| -------------------------------------------------------- | -------------------------------------------------------- | -------------------------------------------------------- | -------------------------------------------------------- | -------------------------------------------------------- |
|                                                          | Coureur                                                  | Pays                                                     | Équipe                                                   | Point(s)                                                 |
| 1er                                                      | Lorenzo Fortunato                                        | Italie                                                   | XDS Astana Team                                          | 18                                                       |
| 2e                                                       | Diego Ulissi                                             | Italie                                                   | XDS Astana Team                                          | 8                                                        |
| 3e                                                       | Mathias Vacek                                            | République tchèque                                       | Lidl - Trek                                              | 6                                                        |
| 4e                                                       | Daniel Felipe Martínez                                   | Colombie                                                 | Red Bull - BORA - hansgrohe                              | 4                                                        |
| 5e                                                       | Brandon McNulty                                          | États-Unis                                               | UAE Team Emirates XRG                                    | 2                                                        |
| 6e                                                       | Romain Bardet                                            | France                                                   | Team Picnic PostNL                                       | 1                                                        |
| modifier                                                 |                                                          |                                                          |                                                          |                                                          |

| Passo del Mortirolo (km 107,2) 1re catégorie (12,7 km à 7,6%) | Passo del Mortirolo (km 107,2) 1re catégorie (12,7 km à 7,6%) | Passo del Mortirolo (km 107,2) 1re catégorie (12,7 km à 7,6%) | Passo del Mortirolo (km 107,2) 1re catégorie (12,7 km à 7,6%) | Passo del Mortirolo (km 107,2) 1re catégorie (12,7 km à 7,6%) |
| ------------------------------------------------------------- | ------------------------------------------------------------- | ------------------------------------------------------------- | ------------------------------------------------------------- | ------------------------------------------------------------- |
|                                                               | Coureur                                                       | Pays                                                          | Équipe                                                        | Point(s)                                                      |
| 1er                                                           | Afonso Eulálio                                                | Portugal                                                      | Bahrain - Victorious                                          | 40                                                            |
| 2e                                                            | Lorenzo Fortunato                                             | Italie                                                        | XDS Astana Team                                               | 18                                                            |
| 3e                                                            | Georg Steinhauser                                             | Allemagne                                                     | EF Education - EasyPost                                       | 12                                                            |
| 4e                                                            | Mattia Cattaneo                                               | Italie                                                        | Soudal Quick-Step                                             | 9                                                             |
| 5e                                                            | Romain Bardet                                                 | France                                                        | Team Picnic PostNL                                            | 6                                                             |
| 6e                                                            | Daniel Felipe Martínez                                        | Colombie                                                      | Red Bull - BORA - hansgrohe                                   | 4                                                             |
| 7e                                                            | Florian Stork                                                 | Allemagne                                                     | Tudor Pro Cycling Team                                        | 2                                                             |
| 8e                                                            | Mathias Vacek                                                 | République tchèque                                            | Lidl - Trek                                                   | 1                                                             |
| modifier                                                      |                                                               |                                                               |                                                               |                                                               |

| \| Le Motte (km 146,1) 3e catégorie (3,1 km à 8%) \| Le Motte (km 146,1) 3e catégorie (3,1 km à 8%) \| Le Motte (km 146,1) 3e catégorie (3,1 km à 8%) \| Le Motte (km 146,1) 3e catégorie (3,1 km à 8%) \| Le Motte (km 146,1) 3e catégorie (3,1 km à 8%) \| \| ---------------------------------------------- \| ---------------------------------------------- \| ---------------------------------------------- \| ---------------------------------------------- \| ---------------------------------------------- \| \| \| Coureur \| Pays \| Équipe \| Point(s) \| \| 1er \| Romain Bardet \| France \| Team Picnic PostNL \| 9 \| \| 2e \| Isaac Del Toro \| Mexique \| UAE Team Emirates XRG \| 4 \| \| 3e \| Richard Carapaz \| Équateur \| EF Education - EasyPost \| 2 \| \| 4e \| Derek Gee \| Canada \| Israel - Premier Tech \| 1 \| \| modifier \| \| \| \| \| |                 |          |                         |          |
| Le Motte (km 146,1) 3e catégorie (3,1 km à 8%) |                 |          |                         |          |
| | Coureur         | Pays     | Équipe                  | Point(s) |
| 1er | Romain Bardet   | France   | Team Picnic PostNL      | 9        |
| 2e | Isaac Del Toro  | Mexique  | UAE Team Emirates XRG   | 4        |
| 3e | Richard Carapaz | Équateur | EF Education - EasyPost | 2        |
| 4e | Derek Gee       | Canada   | Israel - Premier Tech   | 1        |
| modifier |                 |          |                         |          |

### Points attribués pour le classement des sprints intermédiaires
| \| Red Bull KM Sprint Le Prese (km 130,1) \| Red Bull KM Sprint Le Prese (km 130,1) \| Red Bull KM Sprint Le Prese (km 130,1) \| Red Bull KM Sprint Le Prese (km 130,1) \| Red Bull KM Sprint Le Prese (km 130,1) \| \| -------------------------------------- \| -------------------------------------- \| -------------------------------------- \| -------------------------------------- \| -------------------------------------- \| \| \| Coureur \| Pays \| Équipe \| Point(s) \| \| 1er \| Mattia Cattaneo \| Italie \| Soudal Quick-Step \| 15 \| \| 2e \| Wilco Kelderman \| Pays-Bas \| Team Visma \\| Lease a Bike \| 8 \| \| 3e \| Florian Stork \| Allemagne \| Tudor Pro Cycling Team \| 5 \| \| 4e \| Romain Bardet \| France \| Team Picnic PostNL \| 3 \| \| 5e \| Lorenzo Fortunato \| Italie \| XDS Astana Team \| 1 \| \| modifier \| \| \| \| \| |                   |           |                            |          |
| Red Bull KM Sprint Le Prese (km 130,1) |                   |           |                            |          |
| | Coureur           | Pays      | Équipe                     | Point(s) |
| 1er | Mattia Cattaneo   | Italie    | Soudal Quick-Step          | 15       |
| 2e | Wilco Kelderman   | Pays-Bas  | Team Visma \| Lease a Bike | 8        |
| 3e | Florian Stork     | Allemagne | Tudor Pro Cycling Team     | 5        |
| 4e | Romain Bardet     | France    | Team Picnic PostNL         | 3        |
| 5e | Lorenzo Fortunato | Italie    | XDS Astana Team            | 1        |
| modifier |                   |           |                            |          |

### Bonifications
|   | Coureur         | Pays      | Équipe                     | Secondes |
| - | --------------- | --------- | -------------------------- | -------- |
| 1 | Mattia Cattaneo | Italie    | Soudal Quick-Step          | 6 s      |
| 2 | Wilco Kelderman | Pays-Bas  | Team Visma \| Lease a Bike | 4 s      |
| 3 | Florian Stork   | Allemagne | Tudor Pro Cycling Team     | 2 s      |

|   | Coureur         | Pays     | Équipe                  | Secondes |
| - | --------------- | -------- | ----------------------- | -------- |
| 1 | Isaac Del Toro  | Mexique  | UAE Team Emirates XRG   | 10 s     |
| 2 | Romain Bardet   | France   | Team Picnic PostNL      | 6 s      |
| 3 | Richard Carapaz | Équateur | EF Education - EasyPost | 4 s      |

## Classements à l'issue de l'étape

### Classement général
| \| Classement général \| Classement général \| Classement général \| Classement général \| Classement général \| \| Coureur \| Coureur \| Pays \| Équipe \| Temps \| \| ------------------ \| ------------------ \| ------------------ \| -------------------------- \| ------------------ \| \| 1er \| Isaac Del Toro \| Mexique \| UAE Team Emirates XRG \| 65 h 30 min 34 s \| \| 2e \| Richard Carapaz \| Équateur \| EF Education-EasyPost \| + 41 s \| \| 3e \| Simon Yates \| Royaume-Uni \| Team Visma \\| Lease a Bike \| + 51 s \| \| 4e \| Derek Gee \| Canada \| Israel-Premier Tech \| + 1 min 57 s \| \| 5e \| Damiano Caruso \| Italie \| Bahrain Victorious \| + 3 min 06 s \| \| 6e \| Egan Bernal \| Colombie \| Ineos Grenadiers \| + 4 min 43 s \| \| 7e \| Giulio Pellizzari \| Italie \| Red Bull-Bora-Hansgrohe \| + 5 min 02 s \| \| 8e \| Einer Rubio \| Colombie \| Movistar Team \| + 6 min 09 s \| \| 9e \| Adam Yates \| Royaume-Uni \| UAE Team Emirates XRG \| + 7 min 45 s \| \| 10e \| Michael Storer \| Australie \| Tudor Pro Cycling Team \| + 7 min 46 s \| |                   |             |                            |                  |
| |                   |             |                            |                  |
| Source : ProCyclingStats |                   |             |                            |                  |
| Classement général |                   |             |                            |                  |
| Coureur | Coureur           | Pays        | Équipe                     | Temps            |
| 1er | Isaac Del Toro    | Mexique     | UAE Team Emirates XRG      | 65 h 30 min 34 s |
| 2e | Richard Carapaz   | Équateur    | EF Education-EasyPost      | + 41 s           |
| 3e | Simon Yates       | Royaume-Uni | Team Visma \| Lease a Bike | + 51 s           |
| 4e | Derek Gee         | Canada      | Israel-Premier Tech        | + 1 min 57 s     |
| 5e | Damiano Caruso    | Italie      | Bahrain Victorious         | + 3 min 06 s     |
| 6e | Egan Bernal       | Colombie    | Ineos Grenadiers           | + 4 min 43 s     |
| 7e | Giulio Pellizzari | Italie      | Red Bull-Bora-Hansgrohe    | + 5 min 02 s     |
| 8e | Einer Rubio       | Colombie    | Movistar Team              | + 6 min 09 s     |
| 9e | Adam Yates        | Royaume-Uni | UAE Team Emirates XRG      | + 7 min 45 s     |
| 10e | Michael Storer    | Australie   | Tudor Pro Cycling Team     | + 7 min 46 s     |

### Classement par points
| Classement par points | Classement par points | Classement par points | Classement par points      | Classement par points |
| Coureur               | Coureur               | Pays                  | Équipe                     | Points                |
| --------------------- | --------------------- | --------------------- | -------------------------- | --------------------- |
| 1er                   | Mads Pedersen         | Danemark              | Lidl-Trek                  | 252 pts               |
| 2e                    | Olav Kooij            | Pays-Bas              | Team Visma \| Lease a Bike | 135 pts               |
| 3e                    | Wout van Aert         | Belgique              | Team Visma \| Lease a Bike | 98 pts                |
| 4e                    | Isaac Del Toro        | Mexique               | UAE Team Emirates XRG      | 95 pts                |
| 5e                    | Casper van Uden       | Pays-Bas              | Team Picnic-PostNL         | 88 pts                |
| 6e                    | Dries De Bondt        | Belgique              | Decathlon-AG2R La Mondiale | 71 pts                |
| 7e                    | Richard Carapaz       | Équateur              | EF Education-EasyPost      | 68 pts                |
| 8e                    | Orluis Aular          | Venezuela             | Movistar Team              | 68 pts                |
| 9e                    | Alessandro Tonelli    | Italie                | Team Polti VisitMalta      | 64 pts                |
| 10e                   | Kaden Groves          | Australie             | Alpecin-Deceuninck         | 63 pts                |

### Classement de la montagne
| Classement de la montagne | Classement de la montagne | Classement de la montagne | Classement de la montagne     | Classement de la montagne |
| Coureur                   | Coureur                   | Pays                      | Équipe                        | Points                    |
| ------------------------- | ------------------------- | ------------------------- | ----------------------------- | ------------------------- |
| 1er                       | Lorenzo Fortunato         | Italie                    | XDS Astana Team               | 355 pts                   |
| 2e                        | Christian Scaroni         | Italie                    | XDS Astana Team               | 125 pts                   |
| 3e                        | Juan Ayuso                | Espagne                   | UAE Team Emirates XRG         | 54 pts                    |
| 4e                        | Manuele Tarozzi           | Italie                    | VF Group-Bardiani CSF-Faizanè | 50 pts                    |
| 5e                        | Afonso Eulálio            | Portugal                  | Bahrain Victorious            | 40 pts                    |
| 6e                        | Pello Bilbao              | Espagne                   | Bahrain Victorious            | 38 pts                    |
| 7e                        | Paul Double               | Royaume-Uni               | Team Jayco AlUla              | 36 pts                    |
| 8e                        | Romain Bardet             | France                    | Team Picnic-PostNL            | 35 pts                    |
| 9e                        | Isaac Del Toro            | Mexique                   | UAE Team Emirates XRG         | 35 pts                    |
| 10e                       | Diego Ulissi              | Italie                    | XDS Astana Team               | 34 pts                    |

### Classement du meilleur jeune
| Classement du meilleur jeune | Classement du meilleur jeune | Classement du meilleur jeune | Classement du meilleur jeune | Classement du meilleur jeune |
| Coureur                      | Coureur                      | Pays                         | Équipe                       | Temps                        |
| ---------------------------- | ---------------------------- | ---------------------------- | ---------------------------- | ---------------------------- |
| 1er                          | Isaac Del Toro               | Mexique                      | UAE Team Emirates XRG        | 65 h 30 min 34 s             |
| 2e                           | Giulio Pellizzari            | Italie                       | Red Bull-Bora-Hansgrohe      | + 5 min 02 s                 |
| 3e                           | Max Poole                    | Royaume-Uni                  | Team Picnic-PostNL           | + 8 min 00 s                 |
| 4e                           | Davide Piganzoli             | Italie                       | Team Polti VisitMalta        | + 11 min 31 s                |
| 5e                           | Antonio Tiberi               | Italie                       | Bahrain Victorious           | + 14 min 48 s                |
| 6e                           | Embret Svestad-Bårdseng      | Norvège                      | Arkéa-B&B Hotels             | + 32 min 38 s                |
| 7e                           | Juan Ayuso                   | Espagne                      | UAE Team Emirates XRG        | + 49 min 19 s                |
| 8e                           | Marco Frigo                  | Italie                       | Israel-Premier Tech          | + 52 min 39 s                |
| 9e                           | Edoardo Zambanini            | Italie                       | Bahrain Victorious           | + 1 h 02 min 42 s            |
| 10e                          | Igor Arrieta                 | Espagne                      | UAE Team Emirates XRG        | + 1 h 25 min 41 s            |

### Classement par équipes
| Classement par équipes | Classement par équipes     | Classement par équipes | Classement par équipes |
| Équipe                 | Équipe                     | Pays                   | Temps                  |
| ---------------------- | -------------------------- | ---------------------- | ---------------------- |
| 1re                    | UAE Team Emirates XRG      | Émirats arabes unis    | 196 h 37 min 42 s      |
| 2e                     | Bahrain-Victorious         | Bahreïn                | + 38 min 33 s          |
| 3e                     | XDS Astana Team            | Kazakhstan             | + 56 min 33 s          |
| 4e                     | Movistar Team              | Espagne                | + 1 h 01 min 04 s      |
| 5e                     | Team Visma \| Lease a Bike | Pays-Bas               | + 1 h 04 min 59 s      |
| 6e                     | Red Bull-BORA-hansgrohe    | Allemagne              | + 1 h 41 min 34 s      |
| 7e                     | Tudor Pro Cycling Team     | Suisse                 | + 1 h 42 min 20 s      |
| 8e                     | EF Education-EasyPost      | États-Unis             | + 1 h 43 min 28 s      |
| 9e                     | Ineos Grenadiers           | Royaume-Uni            | + 1 h 49 min 05 s      |
| 10e                    | Team Picnic-PostNL         | Pays-Bas               | + 1 h 55 min 11 s      |

## Abandons
- 157 -  Luke Plapp (Team Jayco AlUla) : abandon
- 207 -  Jay Vine (UAE Team Emirates XRG) : abandon

## Sanctions
| Coureur       | Équipe      | Sanctions                          | Raison |
| ------------- | ----------- | ---------------------------------- | --- |
| Mathias Vacek | Lidl - Trek | - 25 points UCI. 500 CHF d'amende. | Art. 2.12.007 8.3 "Coureur ou membre d’une équipe se débarrassant sans précaution d’un déchet ou de tout autre objet en dehors des zones de déchets, ou ne les retournant pas à un membre de l’organisation ou d’une équipe ou ne collectant pas des déchets leurs ayant été confiés ou jet à un spectateur. Se débarrasser d’un déchet ou de tout autre objet de manière dangereuse ou sans précaution (exemples : bidon ou autre objet rebondissant ou restant sur la chaussée, jet en direction d’un spectateur ou avec une force excessive, jet causant une manœuvre dangereuse d’un coureur ou d’un véhicule, jet causant le déplacement d’un spectateur sur la chaussée)." |
|               | Lidl - Trek | 500 CHF d'amende.                  | Art. 2.12.007 6.3 "Infraction aux dispositions réglementaires ou aux directives concernant la circulation des véhicules dans la course ou non- respect des instructions des commissaires et/ou de l’organisation." |